# Nagyszokoly
Nagyszokoly es un pueblo ubicado en el distrito de Tamási, en el condado de Tolna, Hungría.

## Superficie
Posee una superficie de 27,99 kilómetros cuadrados.

## Demografía
Hasta 2019 la población era de 885 habitantes, con una densidad de población de 31,62 habitantes por kilómetro cuadrado.